# Унсан
Унсан (кор. 운산군) — уезд в КНДР, на востоке провинции Пхёнан-Пукто.
Граничит с уездами Хянсан на севере, Куджан и Йонбён на юге, Тончхан и Тхэчхон на западе. На востоке граничит с провинцией Чагандо (уездом Сонвон на севере и городом Хичхон на юге).
Уезд включает один уездный город (ып) — Унсан, один рабочий посёлок (нодонджагу) — Пукчхин и 27 сёл (ри).

## История
После подписания договора о присоединении Кореи к Японии в августе 1910 года уезд был включён в состав Японской империи под названием Кумояма.
В ходе Корейской войны в битве при Унсане  1 ноября 1950 года 39-я армия Китайских народных добровольцев (КНД) во время Пхеньян-Хыннамской операции окружила и атаковала 8-й кавалерийский полк 1-й кавалерийской дивизии США.

## Унсанские золотые прииски
В долине реки Курёнган находятся известные прииски по добыче золота (Унсанские и другие прииски), ведутся крупные разработки. В 1885 году крупный американский капиталист, глава торговый фирмы Джеймс Морзе (James R. Morse) приступил к исследованию золота в уезде Унсан. В сентябре 1895 года (по другим данным 17 апреля 1896 года) американец Морзе получил концессию сроком на 25 лет на Унсанские золотые прииски. С 1895 по 1939 год компания «Ориентал консолидейтед майнинг К°» (Oriental Consolidated Mining Company, OCMC) эксплуатировала рудник в Унсане, который стал «самым прибыльным предприятием такого рода в Азии». В 1901 году богатейшие месторождения золота в уезде Унсан разрабатывали американо-английская компания «Унсан майнес оф Кореа», объединявшая «Ориентал консолидейтед майнинг К°», «Джепaниз майнинг К°», «Кореан майнинг энд девелопмент К°», а также английская «Истерн пайонир К°». В августе 1939 года предприятие купила японская компания.
В 1986 году японская компания Japanese Nagagawa Company провела геодезические изыскания на золотых приисках Холтон (в уезде Йонсан в Хванхэ-Пукто) и Унсан. Японцы и корейцы подписали соглашение о создании совместной управляющей компании, оба эти проекта были закрыты без каких-либо ощутимых результатов.
В 1995 году американская компания Mobile провела геологоразведочные работы на золотом руднике Унсан. Этот проект также был свернут.